# Kristályüveg

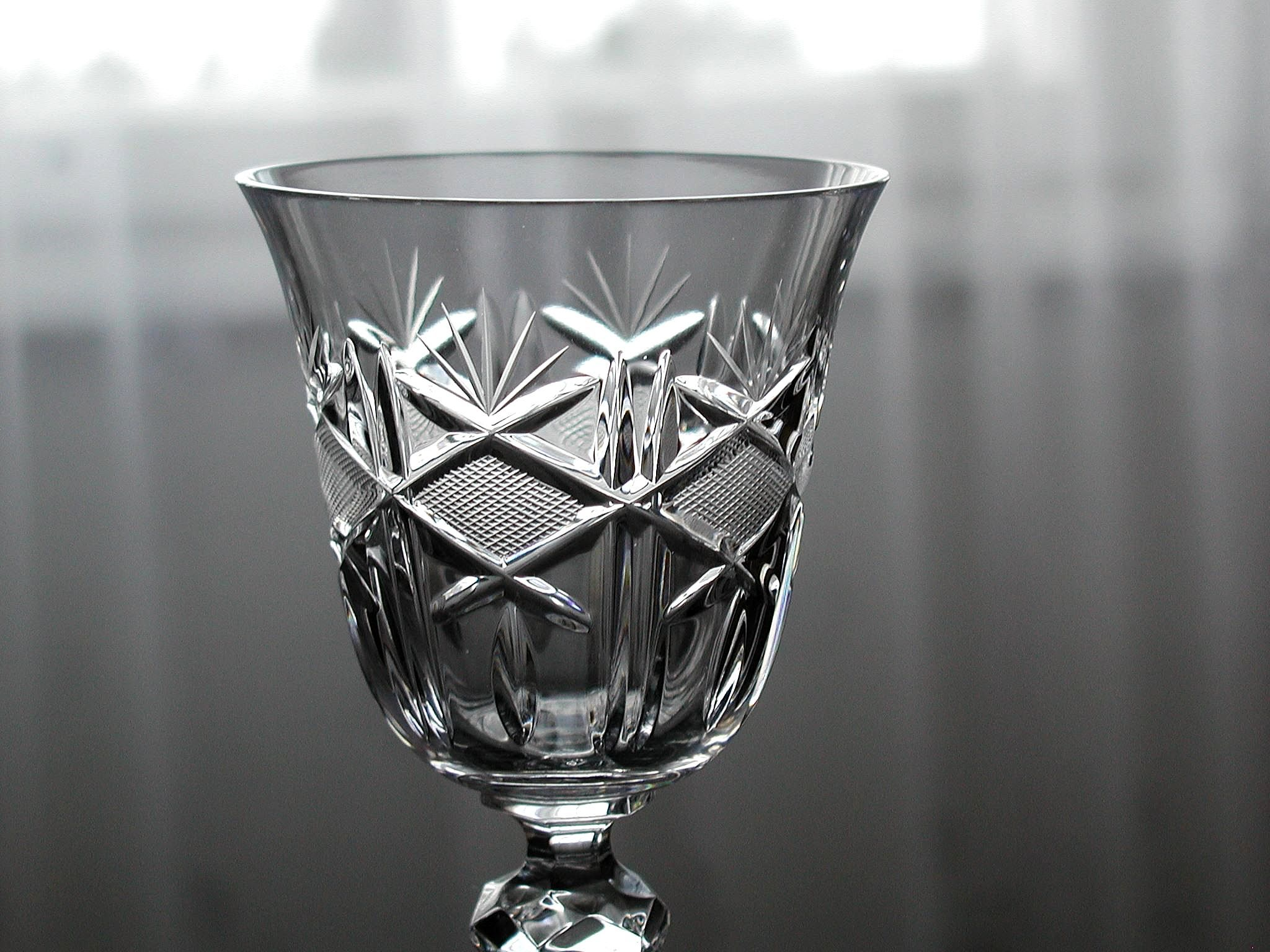
Borospohár ólomüvegből

A kristályüveg olyan, kis vastartalmú, igen jó minőségű  üveg, aminek anyagához a fénytörést javító (a törésmutatót növelő) anyagokat adagolnak. Készítésének módja kb. 1600 óta ismeretes. Hagyományos adalékanyaga az ólom-oxid (PbO), ezért időnként még ma is ólomüvegnek nevezik. Nem tévesztendő össze az ólomsínes technikával elkészített színes üvegképekkel, ablakokkal, amiket szintén ólomüvegnek neveznek.

## Típusai

### Hagyományos csoportok

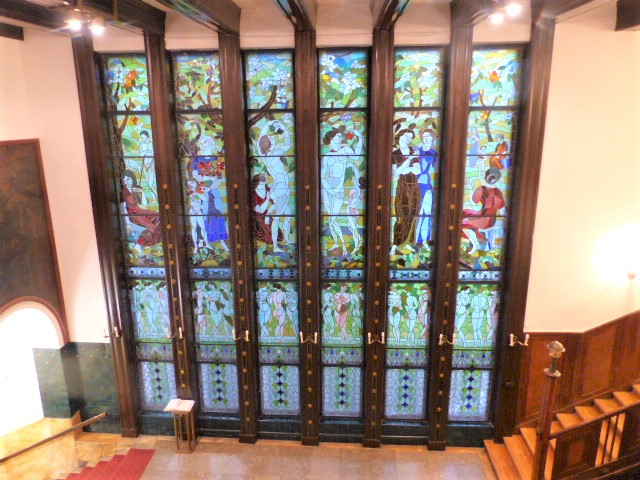
Ólomüveg ablak - Kernstok Károly

- A félkristály üveg ólom-oxid-tartalma viszonylag kicsi (néhány százalék).
- Az ólomüvegben 10%-ot meghaladó mértékben van ólom-oxid (tipikusan 24% körül).
- A cseh kristályüveg kalcium-kálium-üveg (az előbbiek a kalcium-nátrium-üvegek közé tartoznak). Ennek előállításához meszet és hamuzsírt adnak a homokhoz. A káliumüveg tisztább fehérebb, mint a nátriumüveg.

### A gazdasági miniszter 75/1999. (XII. 21.) rendelete szerint
- A nehéz ólomkristály olyan kristályüveg, amely legalább 30% ólom-oxidot tartalmaz, és sűrűsége legalább 3 g/cm³.
- Az ólomkristály legalább 24% ólom-oxidot tartalmaz, és sűrűsége legalább 2,9 g/cm³.
- A krisztallin üveg két fajtája:
  - külön-külön vagy együtt legalább 10% ólom-oxid, bárium-oxid (BaO), kálium-oxid (K2O) vagy cink-oxid (ZnO) van benne, a sűrűsége legalább 2,45 g/cm³, és a nátrium-d-sugárra vonatkoztatott törésmutatója legalább 1,52, vagy
  - külön-külön vagy együtt legalább 10% ólom-oxidot, bárium-oxidot, kálium-oxidot tartalmaz, sűrűsége legalább 2,4 g/cm³, és felületi Vickers-keménysége 550±20.

### Modern kristályüvegek
A környezetvédelemre hivatkozó marketingstratégiák részeként értéknövelő tényezővé vált a károsnak minősített anyagok elhagyása. Ezért egyes gyártók ólom és bárium helyett más, környezetbarátnak kinevezett fémek (titán, cirkónium, cink, kálium) oxidjaival javítják üvegeik fénytörését.

### Fénytani üvegek
A fénytani üvegek (optikai üvegek) olyan, különösen tiszta és homogén, nagy törésmutatójú (és fajlagos tömegű) üvegek, amelyek e tulajdonságaiknál fogva alkalmasak a különféle optikai eszközök (távcső, mikroszkóp, fényképezőgép stb. lencséinek készítéséhez. Gyártásuk az 1700-as években különült el az üvegművesség fő vonalától. Két klasszikus fajtájuk a flintüveg és a koronaüveg — utóbbi gyakorlatilag a cseh kristályüveggel azonos, de annál homogénebb.

## Felhasználása

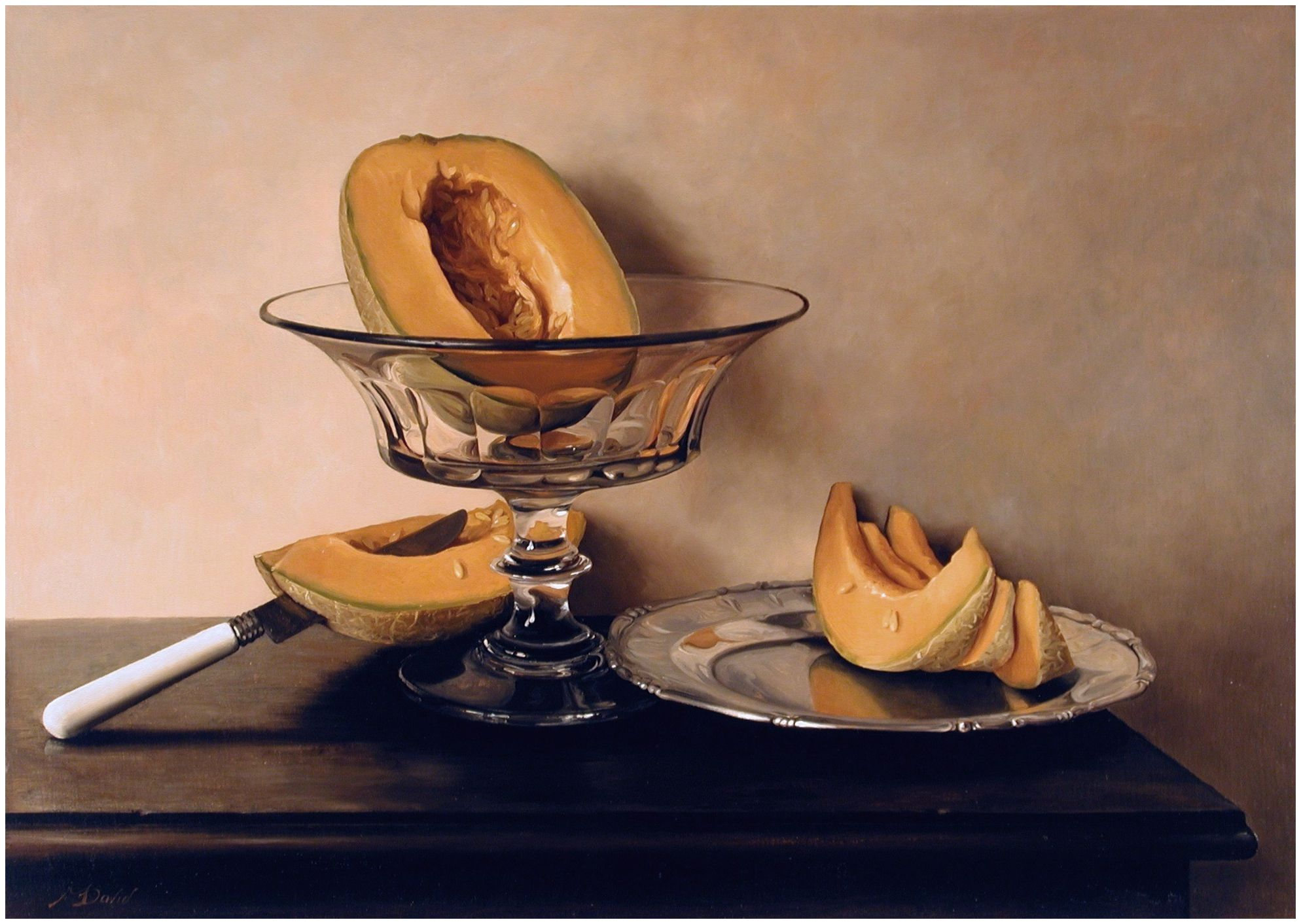
Mauro David hiperrealista festménye, a Sárgadinnye ólomüveg tálon (Fruttiera di cristallo con meloni)

Kitűnő fénytörése miatt főleg igényesebb dísztárgyak:
- csillárok,
- vázák,
- asztali üvegáruk,
- bizsuk, strasszok

alapanyaga.
A cseh kristályüveg nehezebben olvad, mint a nátriumüvegek, ezért hőálló laboratóriumi üvegárukat is készítenek belőle.

## Kialakulása
Ólom-oxid hozzáadásával készült üvegekről már középkori források beszámolnak. Velencei tükröket a 16. század, angol ólomüveget a 17. század óta gyártanak.